# Allium calamarophilon
Allium calamarophilon là một loài thực vật]] thuộc họ Alliaceae.
Đây là loài đặc hữu của Hy Lạp. Môi trường sống tự nhiên của chúng là thảm cây bụi kiểu Địa Trung Hải and vùng bờ biển nhiều đá. Chúng hiện đang bị đe dọa vì mất môi trường sống.